# 文可風
文可風（英語：Anthony Man Ho Fung，1970年9月8日—），廣東鶴山人，站出彩虹主席，基恩之家佈道組組員，香港LGBT權利運動活躍人士，其啟蒙老師為周華山。

## 生平
2003年7月，文可風在香港家庭計劃指導會所舉辨的《決戰性地—中學生性教育辯論比賽》中擔任評判。
2017年11月，文可風接受訪問時透露於1997年時投身同志運動不久時，因為半身麻痺入院，診斷出輕微抑鬱症及恐懼症。直至2000年，他被公司裁員後，才發現拿着中五學歷已經找不到工作。2011年他四十一歲時，成為香港中文大學神學院首個同志學生。

## 作品
文可風曾與香港填詞人張美賢合著小說《愛情兩面體－ 直和攣的世界》（1996年壹出版出版），並著有《文可風同志》和《香港同志站出來》。